# O Canal de Gravelines
O Canal de Gravelines (em língua francesa: Le chenal de Gravelines, Petit Port Philippe) é uma pintura a óleo sobre tela realizada pelo artista francês Georges Seurat em 1890. Encontra-se no Museu de Arte de Indianápolis, em Indianápolis, Indiana. Pintado em 1890, um ano antes da morte do pintor, mostra uma doca no pequeno porto francês de Gravelines. É descrito como "melancólico e poético".